# Seung-Hui Cho
Seung-hui Cho (Seúl, Corea del Sur; 18 de enero de 1984 - Blacksburg, Virginia, Estados Unidos; 16 de abril de 2007) fue un estudiante surcoreano identificado por las autoridades como el autor de la masacre de Virginia Tech.

## Biografía
Seung-hui Cho nació en Corea del Sur. Su familia vivía en Seúl, en un apartamento de alquiler. Seung-hui Cho tuvo un diagnóstico de autismo a la edad de 8 años, según informó su familia. Lim Bong, el casero de la familia en Corea, manifestó que «No sabía lo que él [el padre de Cho] hacía para ganarse la vida. Pero ellos tenían una vida pobre», dijo Lim al periódico. «Hasta que emigraron, dijo que habían ido a Estados Unidos porque era difícil vivir aquí [en Corea del Sur] y que es mejor vivir en un lugar en el que nadie les conozca».
Cho emigró a los Estados Unidos a los ocho años con sus padres y su hermana mayor.
Su familia vive en el Condado de Fairfax, al norte de Virginia, una zona opulenta que está cerca de Washington D. C..
Según la universidad Virginia Tech, Seung-hui era un estudiante de literatura inglesa en su último año. Él era un estudiante surcoreano y residente extranjero en los Estados Unidos, y tenía su dirección en Centreville, Virginia.
Retrospectivamente especialistas aseguran que pudo haber sido un chico objeto de maltrato o incluso abuso sexual, haber padecido psicopatía, esquizofrenia paranoide, trastorno bipolar y otros desórdenes, pero posiblemente fue la depresión lo que precipitó su asesinato en masa.[cita requerida] Es muy improbable su conducta en individuos del espectro del autismo.

## Comportamiento
Se ha descrito como una persona solitaria que apenas hablaba o lo hacía con frases cortas. Demostraba muchos signos de violencia y comportamientos aberrantes, tales como prender fuego en su habitación a causa de quemar objetos en la papelera, fuego que se extendió a una camiseta pero quedó en un susto. Sus profesores de escritura y compañeros de clase han dicho que sus trabajos escritos llevaban un tono violento.
Sus compañeros de habitación y otros estudiantes han dicho que a veces insistió en que se le llamase “Question mark” (en español: signo de interrogación). Una estudiante dijo que el primer día de una clase de literatura, se hizo circular una lista de estudiantes; en lugar de su nombre y apellido, Cho sólo puso el símbolo «?». Sus compañeros de habitación también dijeron que una noche tras tomar unas cervezas, confesó tener «una novia inventada que vivía en el espacio». Una vez tras haber sido rechazado por una mujer que le gustaba, según sus compañeros de habitación, pensó en suicidarse. Según su excompañero, el estudiante coreano era «solitario, obsesivo con la violencia y tenía serios problemas personales» y, aunque trataron de socializar con él no lo lograron: «parecía que no quería ser amigo de nadie».
Ian MacFarlane cursó junto con Cho una rama de la dramaturgia: «Cuando escuché por primera vez sobre el tiroteo en Virginia Tech ayer, mi primer pensamiento fue sobre el bienestar de mis amigos, y el segundo fue “apuesto que fue Cho”».
Como en otros casos de estudiantes que protagonizaron asesinatos masivos había estado en tratamiento psiquiátrico.

## Masacre en Virginia Tech
Según ABC, Cho dejó "una nota inquietante" antes de la matanza de dos personas en un cuarto del edificio de dormitorios, para volver luego a su propio cuarto a rearmarse y entrar en un aula al otro lado del campus para seguir su ataque. Se confirmó la identidad de Cho por las huellas digitales sobre las armas usadas en el ataque, huellas que fueron comparadas con sus documentos de inmigración.
Los motivos de la masacre principalmente fueron, el trastorno psicológico de Cho (psicopatía con desorden alucinatorio de tipo persecutorio) causado por su dura infancia y su realidad alternativa, realidad en la que se siente poderoso y es esto lo que se observa en los 27 vídeos enviados a la NBC y en el manifiesto, poder que viene razonado mediante causas y motivos retorcidos que no cobran sentido en ningún lugar más que en la mente del propio Cho.
Poco después de la masacre se creía que era el novio de su primera víctima, Emily Hilscher, y que los problemas en su supuesta relación había sido el motivo. Sin embargo, hasta ahora se cree que estaba obsesionado con ella, que él la estaba persiguiendo, y que ella lo rechazó.
Las palabras “Ismail Ax” fueron encontradas escritas en su brazo con tinta ocre.
Inmediatamente después de los primeros dos asesinatos y antes de unos 30 más, Cho mandó por correo un vídeo a NBC News junto con un manifiesto escrito de unas 1800 palabras. El domicilio para respuesta se leía “A. Ishmael”. Este video no llegó a NBC News hasta tres días después de la masacre, porque el paquete tenía el código postal equivocado.
En el manifiesto podían leerse alusiones a famosos acosadores sexuales de menores y sobre todo denotaba un gran odio a las clases altas de la sociedad y gente popular.
Su cita textualmente del manifiesto: «¿Saben qué se siente al ser humillado y apaleado en una cruz? ¿Y dejado desangrar hasta la muerte para diversión de ustedes? Nunca han sentido ni una simple onza de dolor en su vida […]» Con ello se refiere a la gente que según Cho creía eran esnobs y adinerados. En las fotos enviadas a la NBC se puede observar a Cho en posturas (se cree) crísticas/mesiánicas. En el manifiesto se autodenomina un precursor en pro de los débiles.

## Coeficiente Intelectual
Su coeficiente intelectual estaba por encima del promedio. Debido a que la Universidad en la que estudiaba era muy selectiva con los aplicantes se puede suponer que su expediente académico era muy bueno, y que en su examen del SAT había sacado muy buen puntaje para poder ser admitido en esa prestigiosa Universidad.